# Galàxia del Gira-sol
La galàxia del Gira-sol (Messier 63, M63, o NGC 5055) és una galàxia espiral de tipus sb o sc no barrada en la constel·lació de Llebrers. Va ser descoberta per Pierre Méchain el 14 de juny de 1779, amic i col·laborador de Charles Messier, que la va incloure al seu catàleg. A mitjans de segle xix, Lord Rosse identificà l'estructura espiral de la galàxia, i feu que fos una de les primeres galàxies conegudes amb aquesta estructura.
La galàxia del Gira-sol forma part del grup M51, un grup de galàxies que inclou la galàxia del Remolí i la del Molinet, M101.
El 1971, es va poder observar una supernova de magnitud aparent 11,8 dins d'un dels seus braços.

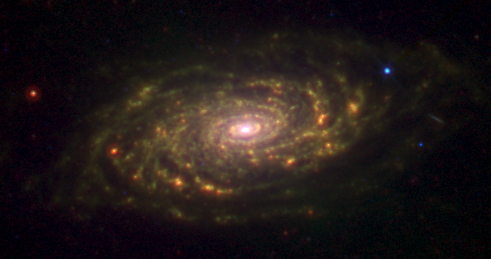
Messier 63 en infraroig fotografiat pel telescopi espacial Spitzer